# Paolo Maldini
Paolo Cesare Maldini (sinh ngày 26 tháng 6 năm 1968) là một cựu cầu thủ bóng đá chuyên nghiệp người Ý. Ông là con trai của Cesare Maldini – cựu cầu thủ của A.C. Milan và cựu huấn luyện viên đội tuyển Ý. Maldini là một hậu vệ và thường chơi ở vị trí cánh trái (tuy nhiên ông cũng có thể chơi tốt ở cả vị trí cánh phải). Ở những năm cuối sự nghiệp, ông thi đấu ở vị trí trung vệ. Trong suốt sự nghiệp thi đấu của mình ông chỉ chơi cho một câu lạc bộ duy nhất đó là AC Milan và có số lần ra sân nhiều nhất với 903 trận và trong sự nghiệp hậu vệ ông chỉ bị đúng 4 thẻ đỏ.
Maldini được yêu mến ở khắp nơi như một người hậu vệ vĩ đại và đã đạt đỉnh cao của sự nghiệp. Ông nổi tiếng là người đội trưởng có ảnh hưởng lớn, tính tình trầm tĩnh, cả trong lối chơi và là một hậu vệ hoàn mỹ. Tài năng của ông đã được khẳng định khi ông liên tiếp giành được nhiều giải thưởng quan trọng, có thể kể: Cầu thủ xuất sắc nhất thế giới năm 1994 do World Soccer bình chọn, thành viên của đội hình thế giới FIFPro năm 2005, danh hiệu hậu vệ xuất sắc nhất UEFA Champions League 2004-2005, một trong 10 cầu thủ xuất sắc nhất năm 2005 do FIFA bầu chọn.
Con trai của ông, Daniel, hiện đang thi đấu cho đội 1 AC Milan.

## Sự nghiệp câu lạc bộ

### AC Milan
Maldini gia nhập A.C. Milan từ năm 8 tuổi. Ngay lập tức, anh đã chứng minh được tài năng của mình và được các huấn luyện viên tin tưởng thường xuyên đá ở đội trẻ của Milan giai đoạn 1977-1984. Anh là đội trưởng đội trẻ Milan giai đoạn 1982-1984.
Trận đấu đầu tiên của Maldini tại Serie A là vào ngày 20 tháng 1 năm 1985 đấu với Udinese Calcio. Từ đó đến nay anh có một sự nghiệp sáng chói, dành nhiều thành tích với câu lạc bộ Milan. Maldini là cầu thủ của đội hình "trong mơ" không thể bị đánh bại của A.C. Milan cuối thập kỷ 1980 đầu thập kỷ 1990 (cùng với Giovanni Galli, Mauro Tassotti, Franco Baresi, Alessandro Costacurta, Frank Rijkaard, Carlo Ancelotti, Angelo Colombo, Roberto Donadoni, Ruud Gullit và Marco Van Basten).
Ngày 20 tháng 1 năm 1986, Silvio Berlusconi, một doanh nhân trẻ tuổi và tài năng, người mà sau này đã làm Thủ tướng Ý. Ông quyết định mua lại A.C. Milan lúc đó đang ngập trong nợ nần và đứng trước nguy cơ phá sản. Đó là bước ngoặt trong lịch sử câu lạc bộ. Thành công của "triều đại Berlusconi" gắn liền với sự nghiệp của chính Paolo Maldini.
Ban đầu Maldini được giao chiếc áo số 26 của Milan. Từ mùa giải 1986-1987, anh được giao chiếc áo số 3 cho vị trí hậu vệ trái và là số áo đấu theo anh cho tới hết sự nghiệp tại CLB. Hiện tại số áo 3 của Maldini đã trở thành số áo bất tử của CLB.
Maldini có được danh hiệu Scudetto ngay trong mùa giải 1987-1988. Anh giành chiếc cúp C1 đầu tiên tại sân Camp Nou năm 1989, sau khi đánh bại Steaua Bucureşti với tỷ số 4-0.
Từ năm 1997, Maldini đã được đeo băng đội trưởng của Milan, sau khi một huyền thoại khác của đội bóng là Franco Baresi giải nghệ. Thế hệ của Maldini là thế hệ thành công rực rỡ nhất trong lịch sử của A.C. Milan. Kể từ khi Maldini gia nhập đội hình chính thức của Milan vào năm 1984, A.C. Milan đã giành thêm được 7 Scudetto (trên tổng số 18 Scudetto của CLB), 1 Cúp quốc gia Ý, kỉ lục giành 5 Siêu cúp Quốc gia Italia (Inter Milan san bằng kỉ lục vào năm 2010), 5 Cúp C1/UEFA Champions League (trên tổng số 7 chiếc Cúp của CLB) cùng với đó là 5 Siêu cúp châu Âu, góp phần đưa Milan trở thành một trong những CLB vĩ đại nhất thế giới.
Maldini cũng thiết lập thành tích mới tại chung kết UEFA Champions League 2005 khi có bàn thắng chỉ sau 51 giây trong trận đấu với Liverpool tại Istanbul và là cầu thủ lớn tuổi nhất ghi được bàn thắng trong một trận chung kết Champions League. Anh đã san bằng kỉ lục 8 lần tham dự trận chung kết cúp C1 của huyền thoại Real Madrid là Francisco Gento. Maldini vào chung kết các năm các năm 1989, 1990, 1993, 1994, 1995, 2003, 2005 và 2007. Trong 8 trận chung kết đó Maldini giành được 5 chiếc cúp và kém kỉ lục của huyền thoại Gento 1 chiếc cúp.
Maldini đã phá vỡ thành tích của Dino Zoff về số lần thi đấu tại Serie A, với lần thi đấu thứ 571 trong trận đấu với Treviso F.B.C.. Anh cũng chơi trận đấu thứ 800 của mình tại tất cả trận đấu cho A.C. Milan. Tháng 11 năm 2005, anh thông báo kế hoạch giã từ sự nghiệp thi đấu bóng đá chuyên nghiệp của mình sau khi kết thúc mùa giải 2006-2007, tuy nhiên anh có thể quyết định lại nếu anh vẫn duy trì được phong độ của mình. Hợp đồng của anh với Milan kết thúc năm 2008.
Cuối mùa bóng 2007-2008, một mùa bóng bê bết của A.C. Milan, trái với những phát biểu ban đầu của Maldini và dự đoán của báo giới, anh đã ký tiếp 1 hợp đồng với đội bóng sọc đỏ đen đến năm 2009 (41 tuổi).
Ngày 24 tháng 5 năm 2009, Paolo Maldini nói lời chia tay với cổ động viên ở sân San Siro của A.C. Milan sau khi đội bóng thua A.S.Roma 2-3. Ngày 31 tháng 5 năm 2009, Maldini chính thức tuyên bố giải nghệ sau khi A.C. Milan giành chiến thắng 2-0 ngay tại sân Artemio Franchi của ACF Fiorentina. Màn chia tay của Maldini nhận được sự ngưỡng mộ cùng rất nhiều tiếng vỗ tay từ khắp nơi trên khán đài.

## Sự nghiệp quốc tế
Năm 1986, Maldini được chính cha anh, Cesare Maldini gọi lên đội U21 Ý, nơi mà anh ra sân 12 lần và đóng góp 5 bàn trong 2 năm. Giải đấu U21 châu Âu năm 1986 là một ấn tượng khó quên với anh khi đội tuyển Ý vào tới chung kết và chỉ thua U21 Tây Ban Nha ở loạt sút luân lưu (3-3 hai lượt đi-về và 0-3 penalty trận chung kết). Anh cũng góp mặt trong đội hình đội tuyển Ý tham dự Olympic 1988.
Maldini lần đầu được khoác áo Azzurri ngày 31 tháng 3 năm 1988, trong trận hòa 1-1 với Nam Tư. Tại Euro 1988, Maldini tham gia tất cả bốn trận đấu của đội tuyển Ý. Anh cũng được ra sân trong trận đấu mở màn của Azzurri tại World Cup 1990, giải đấu mà Ý dừng bước ở bán kết trước Argentina của Diego Maradona.
Maldini ghi bàn thắng đầu tiên trong màu áo đội tuyển quốc gia trong trận đấu thứ 44 của anh, trận đấu mà Ý giành chiến thắng 2-0 trước Mexico ngày 21 tháng 1 năm 1993. Maldini trở thành đội trưởng đội tuyển Ý từ World Cup 1994, giải đấu mà Azzurri đã thua Brazil của những Romario, Leonardo, Ronaldo, Carlos Dunga, Claudio Taffarel, Roberto Carlos, Cafu ở trận chung kết sau loạt penalty.
Euro 1996, đội tuyển Ý bị loại ngay từ vòng bảng, còn tại World Cup 1998, họ bị loại ở vòng tứ kết dù Maldini vẫn được bầu vào đội hình tiêu biểu của giải đấu. Trong trận chung kết Euro 2000 trước đội tuyển Pháp của thế hệ vàng của những Zinedine Zidane, Didier Deschamps, Fabien Barthez, Marcel Desailly, Bicente Lizarazu, Willy Sagnol và Lilian Thuram, đội tuyển Ý của Maldini đã dẫn trước 1-0 tới tận phút 90 song bị gỡ hòa ở phút 92 bởi bàn thắng của Silvain Wiltord và trước khi thất bại bởi bàn thắng vàng phút 102 của David Trezeguet.
Maldini là cầu thủ, đội trưởng có số lần khoác áo đội tuyển quốc gia Ý nhiều thứ hai trong sự nghiệp thi đấu quốc tế (sau Fabio Cannavaro). Tuy nhiên, anh chưa bao giờ dẫn dắt đội tuyển Ý chiến thắng trong các giải đấu quốc tế như trận chung kết World Cup 1994 và chung kết Euro 2000. Anh giã từ đội tuyển quốc gia sau World Cup 2002 khi Azzurri bị loại ở vòng 1/8 bởi đội tuyển Hàn Quốc, kết thúc một sự nghiệp thi đấu thành công với 126 lần khoác áo đội tuyển quốc gia và ghi được 7 bàn thắng (74 lần khoác áo đội tuyển quốc gia trong vai trò đội trưởng). Maldini cũng là cầu thủ tham dự 4 kỳ World Cup từ năm 1990 đến năm 2002, Euro 1988, Euro 1996 và Euro 2000.
Maldini luôn nói anh may mắn khi ở Azzuri luôn có những hậu vệ tài năng, cùng với đó là nghệ thuật Catenaccio của bóng đá Ý (khởi nguồn từ huấn luyện viên huyền thoại người Argentina Helenio Herrera) đã từng được đúc kết và hoàn thiện dưới thời huấn luyện viên Enzo Bearzot với đỉnh cao là chức vô địch World Cup 1982. Thật vậy, khi mới bắt đầu sự nghiệp quốc tế, Maldini đã được thi đấu cùng những người đồng đội ở A.C.Milan, những Mauro Tassotti, Franco Baresi, Alessandro Costacurta, tạo nên bộ "tứ vệ" nổi tiếng. Sau này, đó là những Christian Panucci, Marco Materazzi, Ciro Ferrara và sau nữa là thế hệ Alessandro Nesta, Fabio Cannavaro và Gianluca Zambrotta.
Tháng 2 năm 2009, huấn luyện viên trưởng đội tuyển Ý Marcello Lippi muốn có một trận đấu cuối cùng của Maldini, như một hình thức để tôn vinh anh trong lần cuối khoác áo Azzurri. Liên đoàn bóng đá Italia đã đề nghị anh làm đội trưởng trong trận đấu giao hữu với Bắc Ai-len. Tuy nhiên, Maldini từ chối với lý do "cần xuất hiện trong một trận đấu chính thức chứ không phải là một trận đấu giao hữu".

## Phong cách thi đấu
Nói tới Paolo Maldini, người ta nói tới một hậu vệ có lối chơi cần mẫn nhưng vô cùng hiệu quả và hoa mỹ. Sở hữu một thể hình lý tưởng, Maldini thích hợp với mọi vị trí trong hàng hậu vệ. Bắt đầu sự nghiệp với vai trò hậu vệ cánh, Maldini giã từ sân cỏ trong vai trò của trung vệ: dù ở bất kì vị trí nào, Maldini cũng chứng minh rằng anh là một trong những hậu vệ tài năng nhất của lịch sử bóng đá thế giới.
Sự bình tĩnh và tự tin chính là nét nổi bật trong lối đá của Maldini. Trong các tình huống đối mặt, người xem dường như rất ít khi phải chứng kiến anh có những pha vào bóng ác ý, thay vào đó là lối đá dựa trên sự khôn ngoan, kĩ năng tì đè hợp lý và óc phán đoán chuẩn xác.
Khi còn thi đấu ở vị trí hậu vệ cánh trái, Maldini cũng sở hữu một tốc độ đáng nể. Đặc biệt ở vị trí hậu vệ cánh trái, anh được coi là cầu thủ xuất sắc nhất mọi thời đại, hơn cả những Giacinto Facchetti trước kia hay Roberto Carlos sau này. Sự hoàn thiện của Maldini, nhất là ở khả năng tranh chấp 1-1 được hoàn thiện trong suốt sự nghiệp của anh, nhờ vào việc Maldini được thi đấu nhiều ở đỉnh cao ngay từ khi còn trẻ cũng như việc anh ngày càng được bố trí bó vào vị trí trung vệ, cùng với đó là kinh nghiệm và tính cách nơi con người anh.

## Thông tin thêm
- Maldini có hai người con trai, Christian (sinh ngày 14 tháng 6 năm 1996) và Daniel (sinh ngày 11 tháng 10 năm 2001), với người vợ, người mẫu người Venezuela Adriana Fossa. Họ lập gia đình vào năm 1994. Cả hai người con của Maldini đều tham gia đội trẻ Milan khi còn nhỏ và tiếp tục sự nghiệp của anh tại CLB.
- Những chữ cái trong họ của anh có thể được sắp xếp lại tạo thành từ Di Milan ("Của Milan"). Maldini là một người dân Milan chính gốc.
- Maldini nói anh sẽ giã từ sự nghiệp khi anh có trận đấu thứ 1000 với AC Milan nếu anh còn sung sức.
- Maldini là hậu vệ đầu tiên được World Soccer bầu chọn làm cầu thủ xuất sắc nhất vào năm 1994.
- Năm 2003, tròn 40 năm sau khi cha mình là ông Cesare Maldini giành cúp C1 với Milan thì Maldini cũng làm được điều tương tự sau khi anh cùng với Milan vượt qua Juventus trong trận chung kết diễn ra tại sân Old Trafford, thành phố Manchester.
- Cùng với Franco Baresi, Maldini là cầu thủ khác của A.C. Milan mà số áo anh thường mặc (số 3) sẽ được tôn vinh và vĩnh viễn không bao giờ được đem ra sử dụng sau khi anh từ giã sự nghiệp sân cỏ, trừ khi 2 người con trai của anh gia nhập Milan.
- Với 647 trận, Maldini đang là cầu thủ ra sân nhiều nhất ở Serie A (đứng thứ 2 là Gianluigi Buffon với 640 lần). Anh cũng là cầu thủ có số năm thi đấu nhiều nhất trong lịch sử Serie A với 25 năm (1984-2009). Hiện tại, (tới năm 2011) chỉ có Francesco Totti, Javier Zanetti và Alessandro Del Piero là 3 cầu thủ duy nhất còn thi đấu mà có thể vượt qua kỉ lục của Maldini, tuy nhiên đó là điều vô cùng khó khăn (các con số thống kê tương đối là 462, 524 và 445).
- Với 139 trận, Maldini là cầu thủ ra sân nhiều thứ hai tại UEFA Champions League, sau Raúl González (tính tới ngày 12 tháng 3 năm 2011).
- 74 lần là đội trưởng Azzurri cũng là kỉ lục lớn nhất hiện tại của bóng đá Ý.
- Tháng 9 năm 2011, tờ nhật báo thể thao danh tiếng L'Equipe của Pháp đã chọn Paolo Maldini vào danh sách đội hình tiêu biểu của C1/UEFA Champions League mọi thời đại cùng với những người Milan khác như Clarence Seedorf, Marco Van Basten và Franco Baresi.[8]

## Cuộc sống sau khi giải nghệ
Sau khi giải nghệ, Maldini được Leonardo, đồng đội cũ và lúc đó đang làm huấn luyện viên trưởng của Milan mời vào làm trợ lý ban huấn luyện. Tuy nhiên, Maldini đã từ chối vì lý do cá nhân.
Tháng 1 năm 2010, trước chấn thương của hàng loạt trụ cột, cùng với đó là phong độ yếu kém của A.C. Milan, đích thân Chủ tịch Silvio Berlusconi và Phó Chủ tịch Adriano Galliani mời Maldini trở lại đội bóng thi đấu. Tuy nhiên, Maldini từ chối với lý do "tin tưởng vào đội bóng". Cuối mùa giải 2010, Milan chỉ kết thúc ở vị trí thứ 3 ở Serie A, bị loại ở vòng 1/8 UEFA Champions League và tứ kết Coppa Italia trong khi đại kình địch Inter Milan giành được cả ba danh hiệu trên.
Hiện Maldini đang làm việc cho đội trẻ của Milan, chịu trách nhiệm chính trong việc đào tạo và đưa những cầu thủ tiềm năng lên đội B2, B1 của Milan. Ngoài ra, với tầm ảnh hưởng vô cùng lớn ở Serie A nói riêng và ở khắp châu Âu nói chung, Maldini hiện làm thành viên cố vấn của ban chuyển nhượng của Milan
Maldini hiện tại có một cửa hàng cà phê nhỏ ở Milano.

## Thống kê sự nghiệp

### Câu lạc bộ
| Câu lạc bộ          | Mùa giải            | Giải vô địch        | Giải vô địch | Giải vô địch | Coppa Italia | Coppa Italia | Châu Âu | Châu Âu | Khác | Khác | Tổng cộng | Tổng cộng |
| Câu lạc bộ          | Mùa giải            | Hạng đấu            | Trận         | Bàn          | Trận         | Bàn          | Trận    | Bàn     | Trận | Bàn  | Trận      | Bàn       |
| ------------------- | ------------------- | ------------------- | ------------ | ------------ | ------------ | ------------ | ------- | ------- | ---- | ---- | --------- | --------- |
| AC Milan            | 1984–85             | Serie A             | 1            | 0            | 0            | 0            | –       | –       | –    | –    | 1         | 0         |
| AC Milan            | 1985–86             | Serie A             | 27           | 0            | 6            | 0            | 6       | 0       | 1    | 0    | 40        | 0         |
| AC Milan            | 1986–87             | Serie A             | 29           | 1            | 7            | 0            | –       | –       | 1    | 0    | 37        | 1         |
| AC Milan            | 1987–88             | Serie A             | 26           | 2            | 1            | 0            | 2       | 0       | –    | –    | 29        | 2         |
| AC Milan            | 1988–89             | Serie A             | 26           | 0            | 7            | 0            | 7       | 0       | –    | –    | 40        | 0         |
| AC Milan            | 1989–90             | Serie A             | 30           | 1            | 6            | 0            | 8       | 0       | 3    | 0    | 47        | 1         |
| AC Milan            | 1990–91             | Serie A             | 26           | 4            | 3            | 0            | 4       | 0       | 2    | 0    | 35        | 4         |
| AC Milan            | 1991–92             | Serie A             | 31           | 3            | 7            | 1            | –       | –       | –    | –    | 38        | 4         |
| AC Milan            | 1992–93             | Serie A             | 31           | 2            | 8            | 0            | 10      | 1       | 1    | 0    | 50        | 3         |
| AC Milan            | 1993–94             | Serie A             | 30           | 1            | 2            | 0            | 10      | 1       | 4    | 0    | 46        | 2         |
| AC Milan            | 1994–95             | Serie A             | 29           | 2            | 1            | 0            | 11      | 0       | 2    | 0    | 43        | 2         |
| AC Milan            | 1995–96             | Serie A             | 30           | 3            | 3            | 0            | 8       | 0       | –    | –    | 41        | 3         |
| AC Milan            | 1996–97             | Serie A             | 26           | 1            | 3            | 0            | 6       | 0       | 1    | 0    | 36        | 1         |
| AC Milan            | 1997–98             | Serie A             | 30           | 0            | 7            | 0            | –       | –       | –    | –    | 37        | 0         |
| AC Milan            | 1998–99             | Serie A             | 31           | 1            | 2            | 0            | –       | –       | –    | –    | 33        | 1         |
| AC Milan            | 1999–2000           | Serie A             | 27           | 1            | 4            | 0            | 6       | 0       | 1    | 0    | 38        | 1         |
| AC Milan            | 2000–01             | Serie A             | 31           | 1            | 4            | 0            | 14      | 0       | –    | –    | 49        | 1         |
| AC Milan            | 2001–02             | Serie A             | 15           | 0            | 0            | 0            | 4       | 0       | –    | –    | 19        | 0         |
| AC Milan            | 2002–03             | Serie A             | 29           | 2            | 1            | 0            | 19      | 0       | –    | –    | 49        | 2         |
| AC Milan            | 2003–04             | Serie A             | 30           | 0            | 0            | 0            | 9       | 0       | 3    | 0    | 42        | 0         |
| AC Milan            | 2004–05             | Serie A             | 33           | 0            | 0            | 0            | 13      | 1       | 1    | 0    | 47        | 1         |
| AC Milan            | 2005–06             | Serie A             | 14           | 2            | 0            | 0            | 9       | 0       | –    | –    | 23        | 2         |
| AC Milan            | 2006–07             | Serie A             | 18           | 1            | 0            | 0            | 9       | 0       | –    | –    | 27        | 1         |
| AC Milan            | 2007–08             | Serie A             | 17           | 1            | 0            | 0            | 4       | 0       | 2    | 0    | 23        | 1         |
| AC Milan            | 2008–09             | Serie A             | 30           | 0            | 0            | 0            | 2       | 0       | –    | –    | 32        | 0         |
| Tổng cộng sự nghiệp | Tổng cộng sự nghiệp | Tổng cộng sự nghiệp | 647          | 29           | 72           | 1            | 161     | 3       | 22   | 0    | 902       | 33        |

^ Các giải đấu châu Âu bao gồm European Cup/UEFA Champions League và UEFA Cup

^ Các giải đấu khác bao gồm Supercoppa Italiana, European/UEFA Super Cup, Intercontinental Cup và FIFA Club World Cup

^ Play-off tham dự UEFA Cup

^ Thi đấu tại Torneo Estivo del 1986

### Đội tuyển quốc gia
Nguồn:
| Đội tuyển bóng đá Ý | Đội tuyển bóng đá Ý | Đội tuyển bóng đá Ý |
| Năm                 | Trận                | Bàn                 |
| ------------------- | ------------------- | ------------------- |
| 1988                | 10                  | 0                   |
| 1989                | 7                   | 0                   |
| 1990                | 11                  | 0                   |
| 1991                | 8                   | 0                   |
| 1992                | 7                   | 0                   |
| 1993                | 5                   | 2                   |
| 1994                | 12                  | 0                   |
| 1995                | 7                   | 1                   |
| 1996                | 7                   | 0                   |
| 1997                | 11                  | 2                   |
| 1998                | 11                  | 1                   |
| 1999                | 7                   | 1                   |
| 2000                | 11                  | 0                   |
| 2001                | 7                   | 0                   |
| 2002                | 5                   | 0                   |
| Tổng cộng           | 126                 | 7                   |

## Bàn thắng quốc tế
| #  | Ngày                 | Nơi thi đấu | Đối thủ  | Kết quả | Giải thi đấu             |
| -- | -------------------- | ----------- | -------- | ------- | ------------------------ |
| 1. | 20 tháng 1 năm 1993  | Firenze, Ý  | Mexico   | 2-0     | Giao hữu quốc tế         |
| 2. | 24 tháng 3, 1993     | Palermo, Ý  | Malta    | 6-1     | Vòng loại World Cup 1994 |
| 3. | 11 tháng 11 năm 1995 | Bari, Ý     | Ukraina  | 3-1     | Vòng loại Euro 1996      |
| 4. | 29 tháng 3 năm 1997  | Trieste, Ý  | Moldova  | 3-0     | Vòng loại World Cup 1998 |
| 5. | 30 tháng 4, 1997     | Napoli, Ý   | Ba Lan   | 3-0     | Vòng loại World Cup 1998 |
| 6. | 22 tháng 4 năm 1998  | Parma, Ý    | Paraguay | 3-1     | Giao hữu quốc tế         |
| 7. | 05 tháng 6 năm 1999  | Bologna, Ý  | Wales    | 4-0     | Vòng loại Euro 2000      |

## Thành tích

### A.C. Milan
- Giải vô địch quốc gia Ý (Serie A)
  - Vô địch (7): 1988, 1992, 1993, 1994, 1996, 1999, 2004.
  - Á quân (3): 1990, 1991, 2005.
- Cúp quốc gia Ý (Coppa Italia)
  - Vô địch (1): 2003.
  - Á quân (2): 1990, 1998.
- Siêu cúp Ý (Supercoppa Italiana)
  - Vô địch (5): 1988, 1992, 1993, 1994, 2004.
  - Á quân (3): 1996, 1999, 2003.
- Cúp C1 (European Cup/UEFA Champions League)
  - Vô địch (5): 1989, 1990, 1994, 2003, 2007.
  - Á quân (3): 1993, 1995, 2005.
- Siêu cúp châu Âu (UEFA Super Cup)
  - Vô địch (5): 1989, 1990, 1994, 2003, 2007.
  - Á quân (1): 1993.[note 1]
- Cúp liên lục địa (Intercontinental Cup)
  - Vô địch (2): 1989, 1990.
  - Á quân (3): 1993, 1994, 2003.
- Cúp vô địch thế giới các câu lạc bộ (FIFA Club World Cup)
  - Vô địch (1): 2007.

### Đội tuyển Ý
- Giải vô địch bóng đá thế giới
  - Hạng nhì: World Cup 1994
  - Hạng ba: World Cup 1990
- Giải vô địch bóng đá châu Âu
  - Hạng nhì: Euro 2000

### Danh hiệu cá nhân
- Cầu thủ xuất sắc nhất thế giới năm 1994 do tạp chí World Soccer bầu chọn.
- Nằm trong FIFA 100 được bầu chọn bởi Pelé năm 2004.
- Đứng thứ 21 trong danh sách 100 cầu thủ xuất sắc nhất thế kỉ 20 của World Soccer.